# Grunauermühle
Grunauermühle ist Gemeindeteil der kreisfreien Stadt Bayreuth im bayerischen Regierungsbezirk Oberfranken. Grunauermühle liegt in der Gemarkung Seulbitz.

## Geografie
Die Einöde liegt am rechten Ufer des Roten Mains an der Kreisstraße BTs 6, die nach Seulbitz (1 km östlich) bzw. nach Eremitenhof verläuft (0,6 km westlich).

## Geschichte
Grunauermühle gehörte zur Realgemeinde Seulbitz. Gegen Ende des 18. Jahrhunderts bestand Grunauermühle aus einem Anwesen. Die Hochgerichtsbarkeit stand dem bayreuthischen Stadtvogteiamt Bayreuth zu. Das Hofkastenamt Bayreuth war Grundherr der Mühle.
Von 1797 bis 1810 unterstand der Ort dem Justiz- und Kammeramt Bayreuth. Mit dem Gemeindeedikt wurde Grunauermühle dem 1812 gebildeten Steuerdistrikt St. Johannis und der zugleich gebildeten Ruralgemeinde Seulbitz zugewiesen. Am 1. Juli 1976 wurde Grunauermühle im Zuge der Gebietsreform in Bayern nach Bayreuth eingemeindet.

### Einwohnerentwicklung
| Jahr      | 001822 | 001861 | 001871 | 001885 | 001900 | 001925 | 001950 | 001961 | 001970 | 001987 |
| Einwohner | 5      | 25     | 17     | 14     | 19     | 6      | 12     | 45     | 51     | 2      |
| Häuser    | 1      |        |        | 1      | 3      | 2      | 1      | 8      |        | 1      |
| Quelle    | [ 6 ]  | [ 8 ]  | [ 9 ]  | [ 10 ] | [ 11 ] | [ 12 ] | [ 13 ] | [ 14 ] | [ 15 ] | [ 1 ]  |

## Religion
Grunauermühle ist evangelisch-lutherisch geprägt und nach Sankt Johannis (Bayreuth) gepfarrt.